# حصن اليافعي

تعديل مصدري - تعديل

حصن اليافعي هي إحدى قرى عزلة جعار بمديرية خنفر التابعة لمحافظة أبين، بلغ تعداد سكانها 91 نسمة حسب تعداد اليمن لعام 2004.